# Raúl Reyes

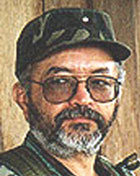
Raúl Reyes

Luis Edgar Devia Silva (La Plata, 30 september 1948 – Santa Rosa de Sucumbíos, 1 maart 2008), beter bekend onder zijn rebellennaam Raúl Reyes, was een leider en woordvoerder van de Revolutionaire Strijdkrachten van Colombia (FARC).
Reyes sloot zich in zijn jeugd aan bij de Colombiaanse Communistische Partij (PCC) en was gemeenteraadslid alvorens zich aan te sluiten bij de FARC. Reyes werd door de Colombiaanse en Amerikaanse regeringen verantwoordelijk gehouden voor ontvoeringen, afpersingen en drugssmokkel. De Colombiaanse rechterlijke macht had meer dan honderd rechtszaken tegen hem opgestart en hij is voor meerdere moorden in absentia tot gevangenisstraffen veroordeeld.
Hij kwam in Nederland in het nieuws met reacties op de aanwezigheid van de Nederlandse Tanja Nijmeijer bij de FARC. Hij werd gedood door een actie van het Colombiaanse leger net over de grens in Ecuador waardoor er spanningen in de regio kwamen waarbij ook Venezuela betrokken was.